# Rio Tourinho
O rio Tourinho  é um curso de água que banha o estado do Paraná.